# Branislaŭ Samojlaŭ

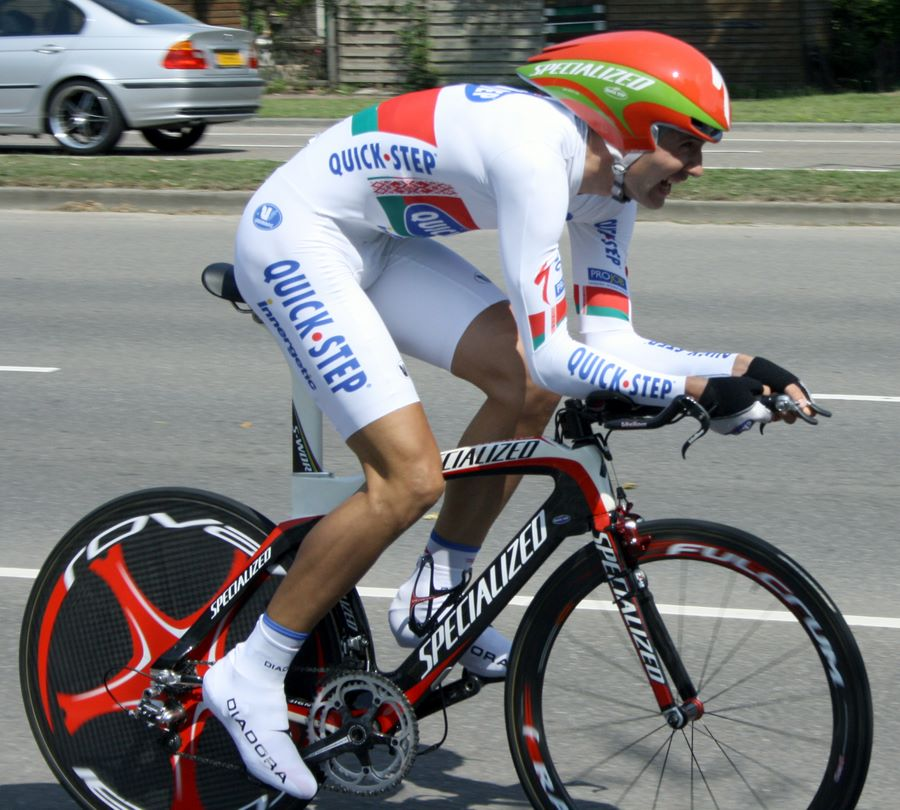
Branislaŭ Samojlaŭ, Eneco Tour 2009.

Branislaŭ Alehavitj Samojlaŭ (belarusiska: Браніслаў Алегавіч Самойлаў), född 25 maj 1985 i Vitsebsk, är en belarusisk professionell landsvägscyklist. Han tävlar för UCI Continental-stallet Team Minsk Cycling Club.
Samojlaŭ har tidigare tävlat för Acqua & Sapone mellan 2007 och 2008, Amica Chips-Knauf 2009 och för Quick Step 2009–2010. Under säsongerna 2011 och 2012 körde han för Team Movistar. Han bytte sedan stall till CCC–Polsat–Polkowice , och körde med dem mellan 2014 och 2017.
Samojlaŭ vann de vitryska mästerskapens linjelopp under 2007 och dess tempolopp under 2009, 2010 och 2012.

## Meriter
2004
1:a Liège–Bastogne–Liège Espoirs
1:a Chieti–Casalincontrado–Blockhaus
1:a etapp 5 Giro delle Regioni
2005
1:a  Nationsmästerskapen U23-tempolopp
1:a Trofeo Franco Balestra
5:a Volta a Lleida
2006
1:a  Nationsmästerskapen U23-tempolopp
2007
1:a  Nationsmästerskapen Tempolopp
9:a Världsmästerskapen i landsvägscykling, U23-klassen
10:a Gran Premio Città di Camaiore
2008
1:a etapp 5, Settimana Ciclistica Lombarda
5:a Vuelta a Murcia
2009
1:a  Nationsmästerskapen Tempolopp
3:a Tour of Austria
10:a Subida al Naranco
2010
1:a  Nationsmästerskapen Tempolopp
2011
1:a  Nationsmästerskapen Linjelopp
2012
1:a  Nationsmästerskapen Tempolopp
201
2:a Race Horizon Park
4:a  Nationsmästerskapen Tempolopp
4:a Tour of Małopolska
1:a etapp 3, Tour of Małopolska
9:a Baltic Chain Tour
2014
4:a  Nationsmästerskapen Tempolopp
4:a Cycling Tour of Sibiu
1:a etapp 2 & 3a (teamtempolopp)
4:a Coupe des Carpathes
2015
2:a  Nationsmästerskapen Tempolopp
6:a Tour of Croatia
2016
2:a  Nationsmästerskapen Tempolopp
3:a  Nationsmästerskapen Linjelopp
2018
9:a Tour of Almaty